# 神崎光則
神崎 光則（かんざき みつのり、? - 享保2年8月2日（1717年9月1日）は、江戸時代前期の武士。赤穂浪士四十七士神崎則休の父にあたる人物。父は美作国津山藩士神崎林範。母は角南弥三郎右衛門（津山藩士）の娘。妹に箕作義林（津山藩士）室がいる。通称は又市（またいち）、のち半右衛門（はんえもん）。
父の跡を相続して津山藩森家に出仕。森家では13石3人扶持で直段奉行を務めている。妻に津山藩士下山六郎兵衛の娘を迎え、神崎林範と神崎藤九郎の二男を儲けた。その後、神崎家はどこかの段階で森家を浪人し、光則は「猶水」と号して美作国勝田郡黒土村に隠遁している。のちに、光則の嗣子林範は、赤穂藩浅野家に再仕官することとなるが、時期は不詳。ただ元禄6年（1693年）にはすでに神崎林範の名前が『浅野家分限帳』にみえるのでそれ以前であると思われる。なお息子の浅野家仕官が決まった際には、光則も浅野長矩の幼名「又一郎」を憚って「半右衛門」と改名している。元禄赤穂事件の際にも存命であったが、彼は浅野家臣ではないので義盟には加わっていない。浅野家臣の息子の与五郎のみが加わった。息子の本懐を見届けた後、享保2年に黒土村で死去した。戒名は本然院理空猶水居士。